# Musa Ćazim Ćatić
Musa Ćazim Ćatić (ur. 12 marca 1878, zm. 6 kwietnia 1915) – poeta bośniacki.

## Życiorys
Urodził się i wczesną młodość spędził w Odžaku, w północnej Bośni, gdzie uczęszczał do mektebu i szkoły podstawowej. Po śmierci ojca i ponownym małżeństwie matki przeprowadził się do Tešanja. Kształcił się jako fryzjer, a następnie zapisał się do lokalnej medresy, gdzie uczył się arabskiego, tureckiego i perskiego.
W 1898 uciekł przed służbą wojskową do Stambułu, gdzie poznał młodych bośniackich intelektualistów: Osmana Đikicia i Avdę Karabegović. Rok później, z przyczyn materialnych, wrócił do Bośni i służył trzy lata w armii austro-węgierskiej w Tuzli i Budapeszcie. W 1903 osiadł w Sarejewie. Uczęszczał do Islamskiego Wyższego Kolegium Teologicznego.Publikował artykuły w licznych gazetach i czasopismach, przede wszystkim w  Behar. Po wydaleniu ze szkoły z powodu zaangażowania w życie artystyczne zatrudnił się na stałe w redakcji Behar, a rok później zdał egzamin dyplomowy, mimo że został wydalony ze szkoły.
W latach 1909–1910 studiował na prawo w Zagrzebiu, ale nie ukończył studiów. Przez krótki czas pracował w banku w Tešanju i urzędzie stanu cywilnego w Bijeljinie. W 1912 został mianowany redaktorem naczelnym magazynu Mostar Biser i tłumaczem w bibliotece muzułmańskiej Muhameda Bekira Kalajdžicia. W ciągu półtora roku intensywnej działalności napisał lub przetłumaczył dwanaście książek.
Ćatić władał wieloma językami: tureckim, arabskim, perskim, niemieckim i węgierskim. W 1914 roku został zmobilizowany do armii Austro-Węgier i odbywał służbę w Tuzli i Örkényi na Węgrzech. Wkrótce zdiagnozowano u niego gruźlicę, na którą zmarł.

## Publikacje
- Pjesme od godine 1900.-1908. (1914)
- Izvorna poezija and Izvorna i prevedena proza (1962, jako „Sabrana dijela”)